# Юркевич Віктор Дмитрович
Ві́ктор Дми́трович Юрке́вич (26 грудня 1898, Олександрополь, нині Кумайрі, Вірменія — 12 вересня 1939, село Адак, Республіка Комі) — український історик. Співробітник ВУАН. Учень і співробітник Михайла Грушевського. Батько української краєзнавиці та громадської діячки Інни Федущак.

## Біографія
Віктор Юркевич походив зі старовинного роду української козацької шляхти. Батько Дмитро Олександрович Юркевич був військовим лікарем, доктором медицини. Мати Марія Володимирівна Нейманд закінчила консерваторію та учительські курси.
Віктор народився 26 грудня 1898 року на Закавказзі — в Олександрополі (нині Кумайрі, Вірменія), за місцем служби батька. Там само 1903 року народилися брати-близнюки Віктора — Микола і Володимир, а 1906 року — його майбутня дружина Лариса Афендик, також донька військового лікаря. Маючи російськомовну вищу освіту та службу, обидві родини зберігали українську культуру, мову, звичаї, передавали українські національні традиції дітям. Матері навчали своїх дітей музики та мов.
Родина Юркевичів постійно переїжджала за місцем служби батька — у Чугуїв на Харківщині, Тулу, Воронеж, Ромни, Кременчук. Вступивши у Санкт-Петербурзі до гімназії, Віктор із братами змушений був часто міняти місця навчання. Це не завадило йому засвоїти кілька мов, оволодіти грою на скрипці, гарно малювати, бути широко обізнаним у музичному та образотворчому мистецтві. Канікули родина незмінно проводила на родинному хуторі, де батько збудував після одруження дерев'яний будинок, заклав сад і парк. Тут Юркевичі ходили в українському вбранні, розмовляли і співали рідною мовою, організовували із селянами вистави, хори, вертепи.
Перша світова війна застала Юркевичів у Кременчуці. Батька мобілізували до польового шпиталю. Віктор, старший у родині, опікувався матір'ю та молодшими братами. Під час весняної повені брав участь у рятувальних роботах, за що міська влада нагородила його медаллю «За рятування потопаючих». Ще в Кременчуці Віктор захопився бібліографією, працював над каталогізацією і впорядкуванням шкільної бібліотеки, заробляючи кошти для підтримки родини.
1917 року Віктор, закінчивши Кременчуцьку реальну школу, вступив на фізико-математичний факультет Московського університету, де вивчав механіку та хімію. 1918 року він повернувся в Україну, вступив на історико-філологічний факультет Київського університету.
1919 року вся родина Юркевичів оселилася в Києві. Батько працював лікарем. У своєму маєтку на хуторі Юркевичі він заснував лікарню, в якій деякий час працював головним лікарем, згодом повернувся до Києва.
Для отримання встановленого більшовиками права вищого навчання доводилося заробляти робочий стаж, тож у 1919—1920 роках брати Юркевичі підробляли санітарами, лаборантами в установах Червоного Хреста, вчителями на курсах ліквідації неписьменності та інших роботах.
1923 року Віктор Юркевич закінчив університет, перейменований більшовиками на інститут народної освіти, по відділу історії України. Під час навчання написав кілька значних історичних досліджень, а в час канікул у Юркевичах досліджував і впорядковував архівні документи місцевої церкви, проводив археологічні розкопки.
1924 року Юркевича затвердили аспірантом Історичної секції Всеукраїнської академії наук. Незабаром він став одним із найближчих учнів і помічників Михайла Грушевського.
У лютому 1927 року Юркевича затвердили дійсним членом Історичної секції ВУАН. Він виконував обов'язки секретаря різних історичних установ. Головна тема його наукових досліджень — історія козаччини. Юркевич очолив відповідну комісію на кафедрі історії України. 01.12.1929 Віктор Дмитрович захистив кандидатську дисертацію «Еміграція на схід і залюднення Слобожанщини за Б. Хмельницького» та того ж року одружився із знайомою з дитинства Ларисою Афендик.
1934 року Юркевича викликали до ОГПУ і тримали там кілька тижнів. Від нього вимагали осквернення особистості і діяльності Михайла Грушевського. У відповідь Юркевич заявив, що розбіжності у трактуванні окремих історичних подій не можуть бути приводом, щоб ганьбити свого вчителя, поважну, стару і хвору людину.
12 вересня 1937 року, через місяць після народження єдиної доньки Інни, Віктора Юркевича заарештували вдруге. У ніч арешту дружина й донька отримали захворювання, які призвели до інвалідності на все життя. Тільки влітку 1939 року з Воркути прийшла до дружини поштівка. У ній Віктор Дмитрович питав, чи жива донечка. Просив вислати посилку з цибулею, часником, цукром, крупами, олівцем, папером, онучами та мішком для речей. А ще — тютюн і папір, очевидно, для друзів, бо сам не курив.
Посилка вже не застала адресата в живих. Тільки через 20 років родина довідалася про вирок і смерть Віктора Юркевича, а докладно про його долю — ще через 30 років. 1 грудня 1937 року «трійка» засудила його на 10 років концтаборів. Як свідчить архівна довідка, у липні 1938 року Юркевич прибув у Воркутлаг, працював на шахті № 1 у Воркуті, а з осені — на станції Усть-Уса на перевантаженні вугілля із залізниці на баржі. Маючи слабке здоров'я, витримав лише одну зиму каторжної праці. 5 липня 1939 року разом з іншими безнадійними інвалідами його сплавили вниз по ріці Усі до «Санкомандировки Адак». 12 вересня 1939 року, рівно через два роки після арешту, Віктор Юркевич помер. Реабілітований 1960.

## Праці
Праці з історії України 16—17 століть:
- «Українська еміграція на Схід і залюднення Слобожанщини за Богдана Хмельницького» (1931) монографія

Розвідки у видавництві ВУАН:
- «До студій Максимовича з історії старого Києва» (Київ та його околиця в історії та пам'ятках. — К., 1926); ,
- «Селянські переходи та пограничні комісії половини XVIII в.» (1926),
- «Звиногородщина в XV—XVI вв.» (Історично-географічний збірник. — К., 1927. — Т. 1);
- «Харківський перепис 1660 р.» (1928),
- «Київський перепис 1666 р.» (1928),
- Романівка на Київщині // Історико-географічний збірник. — К., 1929. — Т. ІІІ